# Медичний туризм в Республіці Молдова
Медичний туризм в Республіці Молдова – напрямок туристичної індустрії, що забезпечує високоякісне лікування для іноземних пацієнтів. Галузь з кожним роком стає більш затребуваною, а число медичних туристів займає до 30% від загальної кількості пацієнтів молдавських клінік. У Молдову іноземні громадяни приїжджають за якісним лікуванням, яке вони не можуть отримати або сплатити в своїй країні.

## Історія медичного туризму в Молдові
У Молдові медичний туризм виник в 2009 році. До 2000-х років якість медичних послуг в країні була недооцінена, проте не поступалося конкурентам з таких країн Європи, як Німеччина, Франція, Італія. Перші кроки в розвитку медичного туризму були зроблені Михайлом Черопітой, директором першої компанії по стоматологічному туризму, який привіз в Молдову на лікування першого іноземного пацієнта.
Починаючи з 2017 року, внесок в індустрію робить і уряд держави, однак воно не займається регулюванням галузі. Частими пацієнтами молдавських клінік є туристи з Румунії, Росії, України, Польщі, Туреччини, Болгарії, Ізраїлю.
| Країни    | Відсоток від загального числа туристів |
| --------- | -------------------------------------- |
| Румунія   | 19.3%                                  |
| Росія     | 9.8%                                   |
| Україна   | 8.0%                                   |
| Польща    | 5.7%                                   |
| Туреччина | 2.0%                                   |
| Болгарія  | 1.4%                                   |
| Ізраїль   | 1.2%                                   |

Джерело:
Іноземних пацієнтів привертає висока якість медичних послуг в Молдові, а також доступні ціни на стоматологічну і хірургічну допомогу, приємний клімат і недорогий готельний сервіс. Лікування складних захворювань вимагає великих витрат в країнах Європи або в Америці. У Молдові лікування в приватній клініці коштує менше, ніж в звичайній лікарні за кордоном.
За словами директора Національного агентства з туризму Станіслава Русу, щорічно понад 35% іноземців, які відвідують Республіку Молдова, приїжджають в країну для лікування. Більшість медичних туристів віддає перевагу молдавським оздоровчим санаторіям. У 2018 році було зафіксовано 15 835 іноземних громадян, які відвідали Молдову з метою отримання якісних медичних послуг.

## Види медичного туризму в Молдові
У Республіці Молдова актуальний не тільки медичний туризм, а й діагностичний і оздоровчий. Пацієнти з інших країн можуть пройти якісне обстеження в клініках країни, а також вибрати і відвідати один з десятків оздоровчих санаторіїв на території Молдови.
Діагностика захворювань здійснюється відповідно до міжнародних медичних протоколів і стандартів. Пацієнти проходять ретельне обстеження в приватних клініках, оснащених новим обладнанням, що гарантує правильні і точні діагнози. Результати аналізів пацієнтам видаються на руки, на підставі яких лікар складає курс лікування.
На території Республіки Молдова знаходяться понад 80 оздоровчих санаторіїв, які щорічно відвідують не тільки громадяни країни, а й сотні іноземних пацієнтів. У 2018 році в молдавських санаторіях проліковано більше 300 медичних туристів.
Завдяки м'якому і приємному клімату, Молдова – ідеальна країна для реабілітаційного туризму. Найвідомішими лікувально-оздоровчими пансіонатами є санаторії в місті Вадул-луй-Воде. Великою популярністю користуються санаторії «Дністер» в Кам'янському і «Кодру» в Каларашського районах. Туристи відвідують і зону відпочинку в заповіднику Кодра. Агентства, які займаються безпосередньо медичним туризмом, організовують для іноземних пацієнтів спеціальні екскурсії і поїздки.

## Напрямки медичного туризму в Молдові
Передові напрямки медичного туризму в Молдові – стоматологія, лікування вірусного гепатиту С, офтальмологія, пластична хірургія, планування сім'ї. Надання перерахованих послуг в інших країнах передбачає великі витрати, які не включені в медичну страховку, тому пацієнти змушені шукати лікування за кордоном.

### Стоматологія
Послуги молдавських стоматологів – найбільш затребувані серед іноземних пацієнтів. Це пояснюється тим, що за кордоном навіть найпростіші стоматологічні процедури коштують дорого. У Молдові цінова політика на стоматологічні послуги менш жорстка, проте за якістю вони не поступаються європейським. За словами молдавських стоматологів, більше 70% їх пацієнтів - іноземці. Щомісяця в клініках обслуговуються більше 50 клієнтів з Італії, Франції, Америки та Росії. Пацієнти набувають повний пакет послуг: відновлення зубів, протезування, лікування карієсу, видалення і відбілювання зубів.
Медичним туристам надаються віддалені онлайн-консультації, а також організовуються лікувальні тури в Молдову, в які входить покупка квитків, бронювання готелю і ознайомчі екскурсії. Для іноземних пацієнтів складається попередній курс лікування, а також визначається приблизна вартість терапії і тривалість перебування пацієнта в Молдові.

### Лікування гепатиту С
Лікування гепатиту С в Республіці Молдова – це одне з основних напрямків медичного туризму в країні. Починаючи з 1997 року і по 2012 в країні число заражених гепатитом С досягало критичних масштабів – більше 40 000 чоловік. Це дуже високі показники, враховуючи, що чисельність населення складає 4 057 420 чоловік. З запуском Національних Програм по лікуванню вірусних гепатитів статистика захворюваності та смертності знизилася з 6,14% випадків до 1,32% на 100 тисяч населення.
У 2018 році в Молдові безкоштовне лікування гепатиту С отримали понад 4000 пацієнтів. Молдавські гепатологи, щорічно забезпечують лікування тисячам місцевих громадян, допомагають і іноземним громадянам. У Республіці Молдова офіційно дозволений продаж дженериків, які не можна купити в інших країнах. Молдова відноситься до країн з низьким рівнем розвитку і з широким розповсюдженням вірусних гепатитів серед населення, тому ціни на ліки тут доступніші.
Діагностика гепатиту С в Молдові здійснюється за міжнародними стандартами з використанням сучасного обладнання і технологій. Для виявлення гепатиту С використовуються такі методи, як: ПЛР-діагностика, загальний і біохімічний аналізи крові, фібросканірованіе, УЗД, біопсія печінки. Результати видаються пацієнту на руки, а лікуючий лікар займається розшифровкою аналізів і складає докладний курс лікування.
У Молдові іноземні пацієнти проходять обстеження в приватних клініках, а після проходять лікування, яке включає в себе прийом дженериків, до складу яких входять активні речовини – софосбувір, даклатасвір, ледіпасвір, велпатасвір. Результати використання противірусної терапії досягають 97% повністю вилікуваних пацієнтів, а препарати викликають мінімальні побічні ефекти.

### Офтальмологія
Офтальмологія і лікування захворювань очей широко затребуване в усьому світі. У приватних клініках Кишинева пацієнтам надається високоточна діагностика гостроти зору, вимірювання внутрішньоочного тиску, біометрія, очна тонометрия. Медичних туристів приваблює наявність сучасного офтальмологічного обладнання, за допомогою якого молдавські лікарі ставлять правильний діагноз, а лікування здійснюється за допомогою нових, малоінвазивних методів.
Процедури по лазерної корекції зору вимагають, щоб їх проводив висококваліфікований фахівець, з використання сучасного обладнання. У Молдові є понад 20 клінік, в яких працюють досвідчені лікарі, що надають широкий спектр офтальмологічних послуг для громадян та нерезидентів.

### Пластична хірургія
Пластична хірургія в Молдові має попит серед пацієнтів з-за кордону. Цей напрямок передбачає використання новітніх технологій і обладнання, а молдавські хірурги зарекомендували себе як висококваліфіковані та досвідчені фахівці. У Республіці послуги з естетичної хірургії надаються тільки в декількох приватних клініках, проте даний напрямок прогресивно розвивається. Найбільш затребувані операції - пластику грудей і підтяжка обличчя, які в Європі коштують у сім разів дорожче, ніж в молдавських клініках.

### Планування сім'ї
Планування сім'ї – складний і тривалий процес, який повинен проходити під контролем досвідченого фахівця. Молдавські приватні клініки встигли добре зарекомендувати себе в цій області. Крім широкого спектра гінекологічних та педіатричних послуг, в приватних клініках країни – TerraMed, Repromed, Medpark, – використовуються сучасні методи подолання безпліддя, такі як, екстракорпоральне запліднення (ЕКЗ). Молдавські лікарі надали сприяння в народженні понад 2000 дітей.

## Система медичного туризму в Молдові
Система медичного туризму в Молдові організована в кілька етапів - спочатку пацієнт отримує консультацію онлайн, а після записується на прийом до фахівця і приїжджає на лікування. Терапія і обстеження іноземних пацієнтів здійснюється тільки в приватних клініках і медичних центрах, які розташовані в Кишиневі. У 2018 році в місті було зареєстровано понад 90 приватних медичних клінік і кабінетів. У більшості клінік є Департаменти медичного туризму, які займаються організацією турів, проживанням і лікуванням іноземних пацієнтів.
Лікування пацієнтів з-за кордону здійснюється в тому ж порядку, що і для громадян країни, на тих же умовах, з відсутністю додаткових націнок. Перед початком лікування пацієнту необхідно внести завдаток, який повертається після закінчення терапії.
Вартість лікування незначно відрізняється в медичних установах країни, в залежності від місця розташування і характеру послуг, що надаються. Вибираючи клініку, іноземні пацієнти оцінюють відгуки, що стосуються лікарів, які в ній працюють, і репутацію медичного центру.
Молдавські лікарі добре говорять румунською та російською мовами, але, при необхідності, для іноземного пацієнта наймається досвідчений перекладач, який допомагає йому спілкуватися з лікарями під час перебування в Молдові.
Медичні туристи самостійно вибирають клініки і лікарів, які будуть займатися їх лікуванням, але також можуть звертатися за допомогою в компанії, що займаються організацією медичних турів.

## Агентства медичного туризму в Молдові
Медичний туризм в Молдові знаходиться на початковій стадії розвитку, тому в країні не так багато агентств, що займаються організацією медичних турів. Офіційних спеціалізованих компаній, що надають лікування іноземним туристам, в Молдові мало, але вони успішно розвиваються.

### Travel To Dentist
Першою організацією, що надає медичні послуги для нерезидентів, є «Travel To Dentist». Турагентство співпрацює з кращими стоматологічними клініками Молдови і щорічно надає тури для пацієнтів з Італії, Франції, Іспанії і Великої Британії.
Співробітники організації займаються бронюванням квитків і готелю, надають іноземним пацієнтам асистентів і перекладачів. За словами директора компанії, послугами молдавських стоматологів з 2009 року по 2018 скористалися понад 1000 туристів.

### MedTour Moldova
Офіційним агентством, що надає іноземним громадянам допомогу в лікуванні гепатиту С, є компанія MedTour Moldova. Компанія займається організацією медичних турів в Молдову, забезпечує бронювання квитків і готелю, а також підбір кваліфікованого гепатолога для кожного пацієнта.
MedTour Moldova займається не тільки організацією лікування гепатиту С, але і надає повне обстеження в приватних клініках країни. Пацієнти отримують консультацію у фахівця, який становить курс лікування на підставі результатів аналізів.
Крім діагностики та лікування, медичним туристам надається проживання на час перебування в країні, а також, при необхідності, послуги перекладача. Компанія MedTour Moldova є єдиною офіційною організацією в Європі, яка надає лікування гепатиту С для нерезидентів.

### Medpark
У клініці Medpark є спеціальний підрозділ медичного туризму, яке надає медичним туристам високоякісні послуги, визнані в усьому світі. Пацієнтами клініки щорічно стають туристи з Росії, Ізраїлю, України, США, Туреччини, Італії, Франції. Більшість співробітників клініки володіють англійською мовою, тому мовний бар'єр між лікарем і пацієнтом відсутня.